# Renoly Santiago
Pour les articles homonymes, voir Santiago.
Renoly Santiago, né le 15 mars 1974 à Lajas, est un acteur et chanteur portoricain.

## Biographie
Renoly Santiago est née à Lajas, à Porto Rico. Il a été élevé à Union City, dans le New Jersey. 
Santiago a été connu pour la première fois aux États-Unis quand il a été sélectionné dans la série télévisée CityKids de 1993 sous le nom de Tito. Il a co-écrit l'épisode pilote de l'émission, nommé aux Emmy. Après sa participation à CityKids, Santiago est passé au cinéma, dans le rôle de Raúl Sanchero dans Dangerous Minds en 1995. En 1996, il jouait aux côtés d'acteurs de renom à Hollywood dans le rôle de Ramόn Sánchez et du "Phantom Phreak" dans Hackers. Il joue également Mikey in Daylight.
Santiago a joué le rôle de Ramón Martínez, un criminel surnommé "Sally-Can't Dance" dans le film Con Air de 1997. Santiago a ensuite pris trois ans de congé à l'écran et interprété à Broadway dans The Capeman de Paul Simon dans le rôle de Tony "Umbrella Man" Hernandez, chef du gang The Vampires, rôle pour lequel il a été sélectionné en 1998 pour le rôle d'acteur remarquable dans une comédie musicale.
En tant que chanteur, Santiago a enregistré avec les interprètes Marc Anthony, Paul Simon, Danny Rivera et La India. 
En 2000, il revient à l'écran dans le film à petit budget Punks, dans lequel il incarne Dante, qui a été présenté au Festival du film de Sundance. En 2001, Santiago revient à la télévision et joue Miguel Acosta dans l'épisode de Touched by an Angel du 7 janvier. Il fait une petite apparition dans l'épisode de Big Apple le 29 mars et dans le rôle de Chiggy Rios dans Law & Order: L'intention criminelle de l'épisode " Les fidèles '.
En 2002, Santiago réalise un film intitulé The Street King, dans lequel il interprète le personnage de Cesar Rojas. Ce n’était pas un succès majeur, et Santiago prit une autre période sabbatique de trois ans. Santiago est revenu au cinéma en 2005, en tant que "Scorpion" dans Juste une autre comédie de lutte romantique. Au début de 2011, il a joué le rôle de Johnny Pacheco dans le film biographique sur la salsa de Hector Lavoe, The King. Santiago apparaîtra dans Grand Street où il joue avec Kelly McGillis.
Du 6 mars au 8 mai 2014, Santiago a enseigné des cours de théâtre professionnel au Centre culturel William V. Musto, dans sa maison d'enfance de Union City, dans le New Jersey. Le cours de dix semaines a été lancé dans le cadre du Grace Theatre Workshop et consistait en monologues et en études de scènes.

## Filmographie

### Cinéma
- 2015 : The Networker : Enrico
- 2014 :Grand Street : Herman
- 2011 : The King Hector Lavoe : Johnny Pacheco
- 2006 : Just Another Romantic Wrestling Comedy : Scorpio
- 2002 : King Rikki : Cesar Rojas
- 2000 : Punks : Dante
- 1997 : Les Ailes de l'Enfer : Ramon Martinez
- 1996 : Daylight : Mikey
- 1995 : Hackers de Iain Softley : Ramon « Phantom Phreak » Sanchez
- 1995 : Esprits Rebelles (Dangerous Minds) : Raul Sanchero
- 1995 : Schoolbreak Special : J.D.

### Télévision
- 2017 : Croix : The Prequel : Claus (2017-2018)
- 2017 : Amoral : Claus (2017-2018)
- 2017 : The Get Down : Dennis The Spaceman
- 2016 : Difficult People : Fringe Festival Man
- 2016 : The Night Of (TV mini-series) : Tombs Junkie
- 2001 : Big Apple
- 2001 : New York, section criminelle : Chiggy Rios
- 2001 : Les Anges du bonheur : Miguel Acosta
- 1993 : CityKids : Tito

### Réalisateur
- 2015 : The Familia: The Rise of Don Pedro (TV Series) (1 episode)